# Auguste Champanhet
Pour les articles homonymes, voir Champanhet.
Auguste Jean Marie Champanhet est un homme politique français né le 26 novembre 1796 à Aubenas (Ardèche) et mort le 2 janvier 1866 à Annonay (Ardèche).

## Biographie
Médecin, il est maire d'Aubenas en 1828 et conseiller général du canton d'Aubenas. Il est député de l'Ardèche de 1848 à 1851, siégeant à droite.